# Sandager Sogn
Sandager Sogn er et sogn i Assens Provsti (Fyens Stift).
I 1571 blev Holevad Sogn anneks til Sandager. Begge sogne hørte til Båg Herred i Odense Amt. Sandager-Holevad sognekommune blev ved kommunalreformen i 1970 indlemmet i Assens Kommune. 
I Sandager Sogn ligger Sandager Kirke. I perioden 1936-43 var K.E. Løgstrup præst her.
I sognet findes følgende autoriserede stednavne:
- Aborg Minde (bebyggelse, vandareal)
- Bækhuse (bebyggelse)
- Filshuse (bebyggelse)
- Næsmose (bebyggelse)
- Orelund (ejerlav, landbrugsejendom)
- Sandager (bebyggelse, ejerlav)
- Sandager Næs (bebyggelse, ejerlav)
- Spillehuse (bebyggelse)
- Stubberup (bebyggelse, ejerlav)
- Torup (bebyggelse, ejerlav)

## Kendte personer
- Filosoffen K.E. Løgstrup (1905-1981) var i 1936-1943 præst ved Sandager-Holevad pastorat.